# Volta ao País Basco de 1927
A IV Volta ao País Basco, disputada entre 10 de agosto e 14 de agosto de 1927, estava dividida em 4 etapas para um total de 747 km.
Para esta primeira edição inscreveram-se 44 ciclistas, dos que finalmente participaram 39 e finalizaram a prova 28 deles.
O vencedor final foi o ciclista francês Victor Fontan.

## Etapas
| Etapa     | Data     | Percurso                            | km  | Vencedor da Etapa | Líder da geral |
| --------- | -------- | ----------------------------------- | --- | ----------------- | -------------- |
| 1.ª etapa | 10/08/27 | Bilbao - Vitoria-Gasteiz            | 174 | André Leducq      | André Leducq   |
| 2.ª etapa | 11/08/27 | Vitoria-Gasteiz - Pamplona          | 135 | André Leducq      | André Leducq   |
| 3.ª etapa | 12/08/27 | Pamplona - San Sebastián            | 267 | Victor Fontan     | Victor Fontan  |
| 4.ª etapa | 14/08/27 | San Sebastián - Guecho (Las Arenas) | 171 | Lucien Buysse     | Victor Fontan  |

## Classificações
| \| 1. \| Victor Fontan \| França \| 26h 33' 16s \| \| 2. \| André Leducq \| França \| a 6' 24s \| \| 3. \| Lucien Buysse \| Bélgica \| a 15' 27s \| \| 4. \| Nicolas Frantz \| Luxemburgo \| a 24' 13s \| \| 5. \| Adelin Benoit \| Bélgica \| a 24' 13s \| \| 6. \| Georges Ronsse \| Bélgica \| a 25' 28s \| \| 7. \| Ricardo Montero \| Espanha \| a 25' 48s \| \| 8. \| Aimé Dossche \| Bélgica \| a 37' 03s \| \| 9. \| Alfred Hamerlinck \| Bélgica \| a 37' 49s \| \| 10. \| Mariano Cañardo \| Espanha \| a 43' 31s \| |                   |            |             |
| 1. | Victor Fontan     | França     | 26h 33' 16s |
| 2. | André Leducq      | França     | a 6' 24s    |
| 3. | Lucien Buysse     | Bélgica    | a 15' 27s   |
| 4. | Nicolas Frantz    | Luxemburgo | a 24' 13s   |
| 5. | Adelin Benoit     | Bélgica    | a 24' 13s   |
| 6. | Georges Ronsse    | Bélgica    | a 25' 28s   |
| 7. | Ricardo Montero   | Espanha    | a 25' 48s   |
| 8. | Aimé Dossche      | Bélgica    | a 37' 03s   |
| 9. | Alfred Hamerlinck | Bélgica    | a 37' 49s   |
| 10. | Mariano Cañardo   | Espanha    | a 43' 31s   |

| \| 1. \| Ricardo Montero \| Real União de Irún \| 26h 59' 04s \| \| 2. \| Mariano Cañardo \| FC Barcelona \| a 17' 43s \| \| 3. \| Miguel Mucio \| FC Barcelona \| a 31' 16s \| \| 4. \| Francisco Cepeda \| Athletic Clube \| a 57' 36s \| \| 5. \| Enrique Aguirre \| Real União de Irún \| a 59' 12s \| \| 6. \| Telmo García \| Madri \| a 1h 41' 39s \| \| 7. \| Juan De Juan \| FC Barcelona \| a 1h 57' 41s \| \| 8. \| Francisco Mula \| Madri \| a 2h 30' 08s \| \| 9. \| Manuel Martínez \| FC Barcelona \| a 2h 50' 55s \| \| 10. \| Benito Urdanoz \| CD Ibarrea \| a 3h 57' 58s \| |                  |                    |              |
| 1. | Ricardo Montero  | Real União de Irún | 26h 59' 04s  |
| 2. | Mariano Cañardo  | FC Barcelona       | a 17' 43s    |
| 3. | Miguel Mucio     | FC Barcelona       | a 31' 16s    |
| 4. | Francisco Cepeda | Athletic Clube     | a 57' 36s    |
| 5. | Enrique Aguirre  | Real União de Irún | a 59' 12s    |
| 6. | Telmo García     | Madri              | a 1h 41' 39s |
| 7. | Juan De Juan     | FC Barcelona       | a 1h 57' 41s |
| 8. | Francisco Mula   | Madri              | a 2h 30' 08s |
| 9. | Manuel Martínez  | FC Barcelona       | a 2h 50' 55s |
| 10. | Benito Urdanoz   | CD Ibarrea         | a 3h 57' 58s |